# (13474) Vʹyus
(13474) Vʹyus (1973 QO1) – planetoida z pasa głównego asteroid okrążająca Słońce w ciągu 4,25 lat w średniej odległości 2,62 j.a. Odkryta 29 sierpnia 1973 roku.